# Bettadakurli State Forest, Sorab
Bettadakurli State Forest là một làng thuộc tehsil Sorab, huyện Shimoga, bang Karnataka, Ấn Độ.